# Шегановац
Шегановац је насељено мјесто у Лици, у општини Плитвичка Језера, Личко-сењска жупанија, Република Хрватска.

## Географија
Шегановац је удаљен око 3,5 км источно од Коренице.

## Историја
Шегановац се од распада Југославије до августа 1995. године налазио у Републици Српској Крајини. До територијалне реорганизације у Хрватској насеље се налазило у саставу бивше велике општине Кореница.

## Становништво
Према попису из 1991. године, насеље Шегановац је имао 56 становника, и сви су били српске националности. Према попису становништва из 2001. године, Шегановац је имао 29 становника. Према попису становништва из 2011. године, насеље Шегановац је имало 10 становника.
| Националност       | 1991. | 1981. | 1971. | 1961. |
| Срби               | 56    | 68    | 99    | 140   |
| Југословени        |       | 5     | 1     |       |
| остали и непознато |       | 4     |       | 1     |
| Укупно             | 56    | 77    | 100   | 141   |

| Демографија | Демографија | Демографија |
| Година      | Становника  | Становника  |
| ----------- | ----------- | ----------- |
| 1961.       | 141         |             |
| 1971.       | 100         |             |
| 1981.       | 77          |             |
| 1991.       | 56          |             |
| 2001.       | 29          |             |
| 2011.       |             | 10          |